# 迈克·法默
唐·迈克尔·法默（英語：Don Michael Farmer，1936年9月26日—），美国NBA联盟的前职业篮球运动员。他在1958年的NBA选秀中第1轮第3顺位被纽约尼克斯选中。